# Тале Мирчев
Тале Мирчев е български революционер, прилепски войвода на Вътрешната македоно-одринска революционна организация.

## Биография
Мирчев е роден на 14 октомври 1872 година в Прилеп, в Османската империя, днес в Северна Македония. Завършва основно образование и от 1901 година е член на ВМОРО. Четник е при Петър Ацев в 1902 – 1903 година, а в следващата 1904 година е войвода в Прилепско. През Балканската война е доброволец в Четвърта рота на Шеста охридска дружина на Македоно-одринското опълчение. Носител е на орден „За храброст“ IV степен. По време на Първата световна война Мирчев служи във Втори пехотен македонски полк на Единадесета пехотна македонска дивизия.